# On the Sunday of Life...
On The Sunday Of Life... – debiutancki album angielskiego zespołu Porcupine Tree wydany w 1992 r. Większość utworów pochodzi z kaset wydanych wcześniej prywatnie przez Stevena Wilsona – Tarquin's Seaweed Farm (1989) i The Nostalgia Factory (1991). W 1997 ukazała się remasterowana wersja (cd), a w 2004 dodatkowo wersja digipak.
Część tekstów piosenek było napisanych przez Alana Duffy'ego, przyjaciela Wilsona z lat szkolnych. Ich wspólną pasją była twórczość Syda Barretta. Miało to duży wpływ na powstałą płytę.
Album został ciepło przyjęty przez krytyków, którzy zwracali uwagę na silne inspiracje zespołem Pink Floyd, ciekawe, zabawne teksty i psychodeliczny nastrój.
Polski zespół progresywnometalowy Riverside grał na swoich koncertach własną wersję utworu „Radioactive Toy”

## Lista utworów
| 1.  | Music for the Head                     | 2:42    |
|     |                                        |         |
| 2.  | Jupiter Island                         | 6:12    |
|     |                                        |         |
| 3.  | Third Eye Surfer                       | 2:47    |
|     |                                        |         |
| 4.  | On the Sunday of Life...               | 2:11    |
|     |                                        |         |
| 5.  | The Nostalgia Factory                  | 7:27    |
|     |                                        |         |
| 6.  | Space Transmission                     | 2:59    |
|     |                                        |         |
| 7.  | Message from a Self-Destructing Turnip | 0:27    |
|     |                                        |         |
| 8.  | Radioactive Toy                        | 10:00   |
|     |                                        |         |
| 9.  | Nine Cats                              | 3:56    |
|     |                                        |         |
| 10. | Hymn                                   | 1:14    |
|     |                                        |         |
| 11. | Footprints                             | 5:51    |
|     |                                        |         |
| 12. | Linton Samuel Dawson                   | 3:04    |
|     |                                        |         |
| 13. | And the Swallows Dance Above the Sun   | 4:03    |
|     |                                        |         |
| 14. | Queen Quotes Crowley                   | 3:56    |
|     |                                        |         |
| 15. | No Luck With Rabbits                   | 0:46    |
|     |                                        |         |
| 16. | Begonia Seduction Scene                | 2:20    |
|     |                                        |         |
| 17. | This Long Silence                      | 5:00    |
|     |                                        |         |
| 18. | It Will Rain for a Million Years       | 10:49   |
|     |                                        |         |
|     |                                        | 1:15:44 |
|     |                                        |         |

## Twórcy[3]
- Steven Wilson – instrumenty, śpiew
- Solomon St. Jermain – gitara, śpiew (Queen Quotes Crowley)
- The Expanding Flan - instrumenty perkusyjne (Third Eye Surfer)
- Master Timothy Masters - obój